# Ministerio de Agricultura y Ganadería (El Salvador)
El  Ministerio de Agricultura y Ganadería de El Salvador es una institución estatal que formula y ejecuta políticas que promueven el desarrollo sustentable agrícola, pecuario, forestal, pesquero y acuícola, la seguridad y soberanía alimentaria del país la cual nació en 1946.

## Historia
Por Decreto Legislativo del 4 de abril de 1911, bajo la administración del expresidente Manuel Enrique Araujo se creó la Secretaría de Agricultura, la cual fue anexada en aquel momento al Ministerio de Gobernación.
En el transcurso de los años las labores de la agricultura del país fueron asumidas por la Junta Central de Agricultura, La Dirección General de Agricultura y el naciente Ministerio que se consolidó en octubre de 1946 con la denominación del Ministerio de Agricultura e Industria, que se publica con su propia estructura orgánica, iniciando así, su presente época de desarrollo y progreso.

## Áreas de Trabajo
En la actualidad dicha cartera de Estado se desarrolla en las siguientes áreas:
- Agrícola
- Pecuario
- Forestal
- Pesquero y acuícola
- Caficultura
- Agricultura bajo riego
- Agricultura familiar urbana y periurbana
- Cambio climático
- Vigilancia fitosanitaria
- Asociatividad